# Tongala
Tongala (1 261 habitants) est un village dans la vallée de la rivière Goulburn de l'État de Victoria, en Australie, à 198 km au nord de Melbourne.
Son économie repose sur la production de lait.